# 319651 Topografo
319651 Topografo è un asteroide della fascia principale. Scoperto nel 2006, presenta un'orbita caratterizzata da un semiasse maggiore pari a 2,5726967 au e da un'eccentricità di 0,1803871, inclinata di 1,84923° rispetto all'eclittica.